# Бестобе (археологический памятник)
Бестобе (каз. Бестөбе) — среднепалеолитический халцедоновый рудник в Казахстане. Находится в 3 км на северо-восток от села Ушбулак Таласского района Жамбылской области. 
Раскопки проводились Карагауской группой исследования памятников каменного века Института истории археологии и этнологии (руководитель Х. Алпысбаев, 1957). В халцедоновых насыпях найдены обломки ракушек, многогранники, круглые камни, каменные орудия и другие предметы, свидетельствующие о владении техникой обработки. В 150 км от этого рудника — аналогичная стоянка Буркутты.